# Aérospatiale SA 341 Gazelle
L'Aérospatiale Gazelle (ora Eurocopter) è un elicottero multiruolo monoturbina con rotore a tre pale, progettato dalla Sud Aviation in Francia alla fine degli anni sessanta. Impiegato da molteplici utilizzatori civili e militari nel mondo, è stato prodotto in serie dalla Société Nationale Industrielle Aérospatiale (SNIAS o Aérospatiale) a partire dai primi anni settanta in collaborazione con la britannica Westland Helicopters.
Il Gazelle è stato il principale elicottero d'attacco dell'esercito francese fino all'introduzione dell'Eurocopter Tiger ed è stato quindi utilizzato in tutti i conflitti che hanno visto coinvolta la Francia dagli anni ottanta a oggi. Prodotto anche in due versioni civili principali (denominate SA 341 e SA 342), questi elicotteri sono stati acquistati per la maggior parte dalle forze armate di vari Paesi tra cui Regno Unito, Marocco, Iugoslavia, Egitto, Kuwait, Iraq, Niger. Malgrado il tempo trascorso dall'avvio del progetto, il Gazelle costituisce ancora la componente principale di elicotteri da combattimento di parecchi Paesi del mondo.

## Sviluppo
Il Gazelle venne sviluppato dalla Sud Aviation verso la metà degli anni sessanta per soddisfare un requisito dell'Armée de terre per un elicottero leggero multiruolo in sostituzione degli Alouette II. Il progetto suscitò sin dall'inizio interesse nel Regno Unito, e venne incluso nell'accordo franco-britannico per lo sviluppo e la produzione in collaborazione di elicotteri, coinvolgendo la Sud Aviation e l'azienda elicotteristica britannica Westland (attualmente AgustaWestland). L'accordo, firmato il 22 febbraio 1967, pose le basi per la produzione in Gran Bretagna di 292 Gazelle e 48 Puma di ideazione francese e ordinati dalla forze armate britanniche. In cambio, la Sud Aviation (poi Aérospatiale) ottenne la possibilità di partecipare alla costruzione dei 40 elicotteri navali Westland Lynx ordinati dalla Marine nationale francese.
Il 7 aprile dello stesso anno, effettuò il primo volo il prototipo SA 340 con marche F-WOFH ai comandi del collaudatore Jean Boulet. L'esemplare aveva già il profilo delle strutture che poi sarebbe stato del Gazelle, con una cabina a cinque posti più aerodinamica rispetto al predecessore Alouette, ma era ancora dotato del motore Turbomeca Astazou III e del rotore principale e di coda del modello precedente. Lo sviluppo continuò presso lo stabilimento Sud Aviation di Marignane vicino a Marsiglia e quasi un anno più tardi, il 17 aprile 1968, volò il secondo prototipo di Gazelle, con marche F-ZWRA e più rappresentativo dell'SA 341 che poi sarebbe seguito. Questo secondo prototipo introduceva un rotore di coda di nuova concezione costituito da una ventola a tredici pale inserita nella struttura del timone verticale e denominata Fenestron, oltre che un rotore principale semirigido con pale innovative per l'epoca a profilo laminare, realizzate in materiale composito e frutto di uno sviluppo congiunto tra l'azienda francese e la Bolków tedesca.
Il 16 agosto 1971 volò per la prima volta il S.A 341 di serie e venne avviata la produzione di versioni contraddistinte da lettere dell'alfabeto: la B, C, D ed E per le forze armate britanniche, ovvero la Royal Air Force, la Royal Navy (compresi i Royal Marines) e il British Army, mentre la versione "F" venne realizzata in base ai requisiti di dettaglio dell'esercito francese.
Le quattro versioni del Gazelle assemblate dalla Westland per il Regno Unito vennero rinominate con denominazione militare britannica.
- La versione SA 341B equipaggiata in base ai requisiti del Army Air Corps prese il nome di Gazelle AH.1 (da Army Helicopter Mark 1). È stata impiegata per il compito Air Observation Post (AOP), che comprende la direzione del tiro di artiglieria, Airborne Forward Air Controller (ABFAC), coordinamento degli attacchi aerei al suolo, evacuazione feriti, collegamento, comando e controllo e ponte radio per le comunicazioni.
- L'SA 341C fu denominato Gazelle HT.2 e impiegato come addestratore per la Royal Navy.
- L'SA.341D assegnato alla RAF prese la denominazione Gazelle HT.3 perché impiegato nel ruolo di addestratore (dall'inglese Helicopter Trainer - HT).
- L'SA 341E venne invece adottato dalla RAF per compiti di collegamento e trasporto VIP e rinominato Gazelle HCC.4.

Tutte le varianti da addestramento sono state ora rimpiazzate dagli Eurocopter AS350 Squirrel HT1.
In Francia, il Gazelle fu concepito per il ruolo primario di elicottero controcarro armato con gli Euromissile HOT e assegnato in dotazione alla Aviation légère de l'armée de terre (ALAT) con la denominazione SA 341F. Nella prima versione il motore a turbina era un Astazou III C da 590 shp, ma venne subito avviato un piano di aggiornamento degli elicotteri allo standard F2 con modifiche al Fenestron, alla deriva, alla testa del rotore principale e aggiornamento dei motori alla versione C2, il tutto con lo scopo di portare il peso massimo al decollo a 1 900 kg.

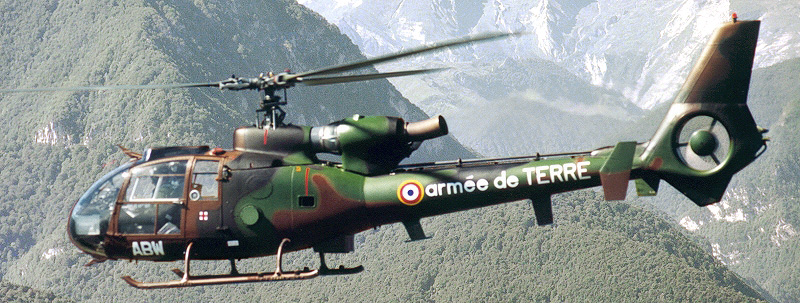
Gazelle SA342M dell'Aviation légère de l'armée de terre (ALAT)

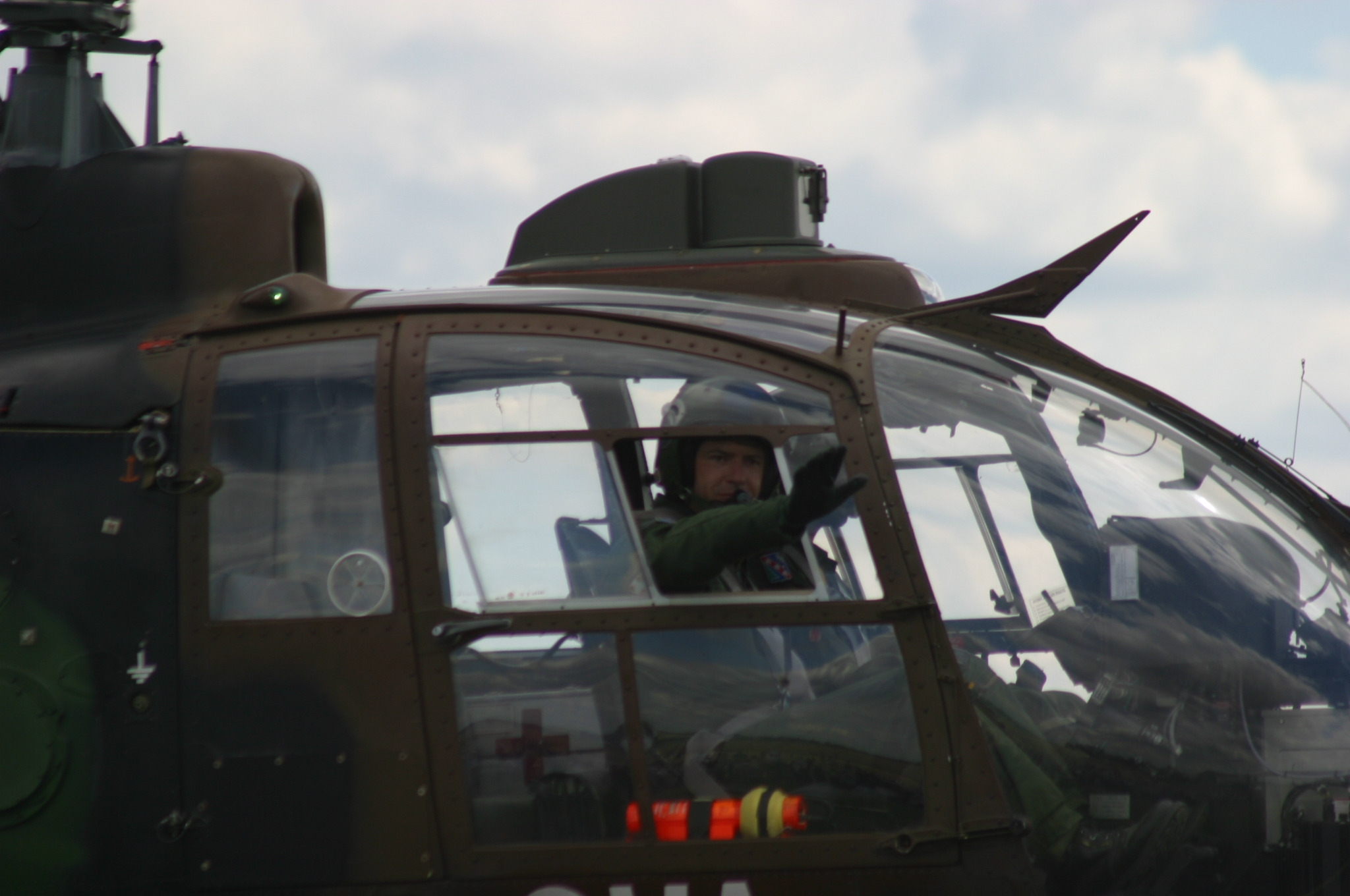
Particolare della cabina e del taglia cavo superiore

In quasi contemporanea con l'inizio della produzione franco-britannica, il 1º ottobre 1971 venne firmato un accordo per la costruzione su licenza in Iugoslavia dell'Alouette con la azienda elicotteristica SOKO che realizzò versioni d'attacco, ricognizione e di soccorso.
Affiancata alla produzione militare, venne avviata la produzione e commercializzazione di una versione civile denominata SA 341G, equipaggiata con il motore Astazou III A da 590 shp. Questa versione riuscì a ottenere l'importante certificazione negli Stati Uniti per operare in condizioni di scarsa visibilità pur in configurazione singolo pilota, primo elicottero a conseguire questo risultato.
Il prosieguo dell'attività di sviluppo mirato all'aumento delle prestazioni, portò alla messa a punto di una nuova versione denominata SA 342 il cui primo volo venne effettuato l'11 maggio 1973. Questi elicotteri vennero costruiti su licenza anche dalla SOKO iugoslava, mentre quelli di costruzione francese furono forniti a Paesi arabi per impiego in climi desertici.
Nel 1990 l'ALAT francese iniziò a ricevere i Gazelle SA 342L1 e sottopose gli elicotteri preesistenti a modifiche comprendenti la rimozione del sistema homing per la ricerca di sorgenti radio, e l'aggiunta dei taglia cavi, lame poste al di sopra e al disotto della cabina, in grado di tagliare i cavi in caso di urto durante il volo. Lo stesso anno, in conseguenza della partecipazione della Francia alla guerra del Golfo in Kuwait, venne messa a punto una versione antiaerea equipaggiata con missili aria-aria MBDA Mistral e denominata Gazelle Celtic.
All'esperienza bellica, seguì a metà degli anni novanta l'aggiornamento allo standard JVN di tutti gli elicotteri in dotazione alla Francia e consistente in modifiche dell'avionica e accorgimenti per l'utilizzo dei sistemi di visione notturna, quali la verniciatura in nero della cabina e l'installazione di speciali luci anticollisione per il volo in formazione. Negli stessi anni venne anche realizzata una versione aggiornata del Gazelle Celtic antiaereo, aggiornata con nuovi missili a corto raggio Mistral e definita Gazelle Mistral.
Nel 1998 è stato aggiornato sugli elicotteri contro-carro francesi il sistema di visione notturna e puntamento che adesso è il sistema Viviane, un FLIR per visione nell'infrarosso integrato con telecamera e laser di puntamento che ha dato origine alla versione chiamata Gazelle Viviane.
Il Gazelle è in corso di sostituzione nel ruolo di elicottero da combattimento dell'esercito francese, in quanto rimpiazzato dall'Eurocopter Tiger, ma continuerà a essere utilizzato per trasporto leggero e ruoli di collegamento.

## Tecnica

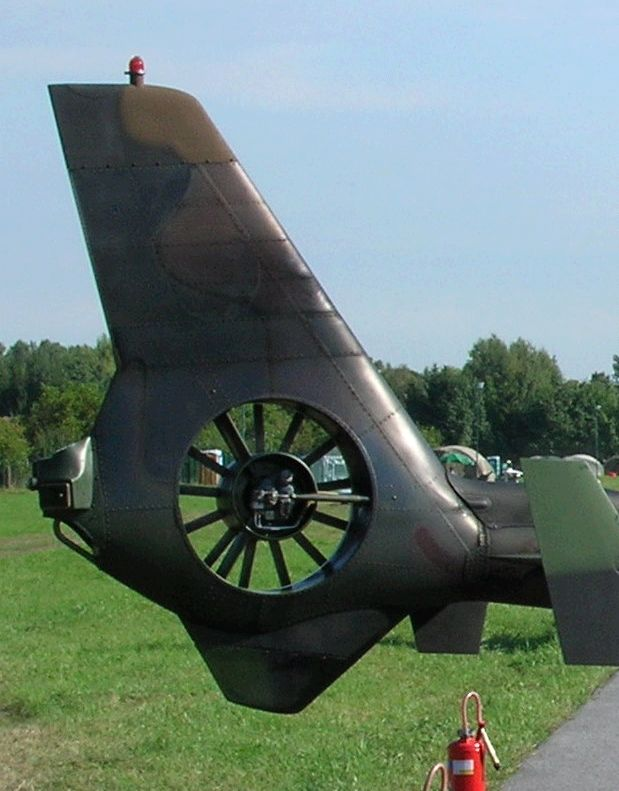
Il Fenestron o fantail, o fan in fin

L'elicottero, sebbene nelle linee generali ricordi l'Alouette, in realtà introduce importanti innovazioni rispetto al predecessore. Il Gazelle è stato il primo elicottero dotato di "Fenestron" o "fantail", un tipo di rotore di coda di nuova concezione che permette una notevole riduzione del rumore. Inoltre, le pale del rotore principale erano realizzate sin dall'inizio in materiali compositi, una soluzione ormai ampiamente utilizzata nei moderni elicotteri e in grado di migliorare il comfort dei passeggeri, diminuendo le vibrazioni.
La versione civile denominata SA 341G, nel 1975 è stato il primo elicottero abilitato a operazioni in Cat I (condizioni meteo avverse) in configurazione con un solo pilota.
Il telaio è costituito da una struttura a "sandwich" in fibra di carbonio a nido d'ape tra due fogli di lega leggera. Il carrello non è dotato di ammortizzatori, il che elimina il rischio di entrata in risonanza a terra, condizione di pericolo per altri modelli di elicottero.
Sul Gazelle sono stati apportati particolari accorgimenti per semplificare la manutenzione a terra nelle fasi pre-volo e post-volo, permettendo la riduzione del tempo di fermo operativo e delle spese di manutenzione oltre che una maggiore affidabilità. A titolo di paragone, la durata delle operazioni di manutenzione per un Alouette II o III necessarie tra una missione e una successiva è di circa un'ora, contro i 30 minuti di un Gazelle.
I modelli impiegati dall'Army Air Corps sono stati recentemente migliorati con l'introduzione del sistema Direct Voice Input (DVI) sviluppato dalla QinetiQ. Questo sistema consente di controllare l'avionica mediante comandi vocali pronunciati nei microfoni e caschi di volo standard in dotazione agli equipaggi. Il sistema non richiede una calibrazione specifica per adattarsi ai singoli utilizzatori, il che consente di ottenere alti coefficienti di riconoscimento indipendentemente dal fatto che l'utilizzatore si sia servito del sistema in precedenza. Il DVI altre ad aggiungere la capacità di controllare i sistemi di bordo usando comandi vocali, permette l'accesso alle informazioni dei sensori senza la necessità di togliere le mani dai comandi di volo o distogliere lo sguardo da quanto presente all'esterno.
I Gazelle sono stati costruiti anche in Egitto dalla ABHCO e in Iugoslavia dalla SOKO.

### Impiego operativo
Francia
L'esercito francese ha impiegato il Gazelle in molte occasioni, soprattutto durante gli interventi in Africa e le operazioni di peacekeeping. Nell'elenco vanno ricordate le operazioni in Ciad (1980), Iugoslavia (1990), Gibuti (1991-1992), Somalia (1993) e in Costa d'Avorio (2002-oggi). Durante l'operazione Desert Storm, i Gazelle armati con missili HOT sono stati utilizzati contro le formazioni corazzate irachene, ma l'impiego avvenne con molta prudenza, in quanto anche i nemici iracheni, oltre che gli alleati britannici, avevano in dotazione elicotteri Gazelle ed era quindi reale il rischio di scontri fratricidi.
 Iraq
L'Iraq si dotò negli anni settanta e ottanta di un consistente numero di elicotteri Gazelle armati con missili HOT, che trovarono impiego intensivo durante la guerra Iran-Iraq. Al contrario, durante la guerra del Golfo, i Gazelle iracheni ebbero un uso limitato, sia per gli effetti dell'embargo sulle parti di ricambio, sia per l'assottigliamento della flotta causato dal conflitto precedente. Tra i fattori che limitarono l'impiego vi fu anche la superiorità aerea della coalizione avversaria e la politica adottata di tentare di risparmiare la componente aerea piuttosto che impiegarla in scontri frontali.

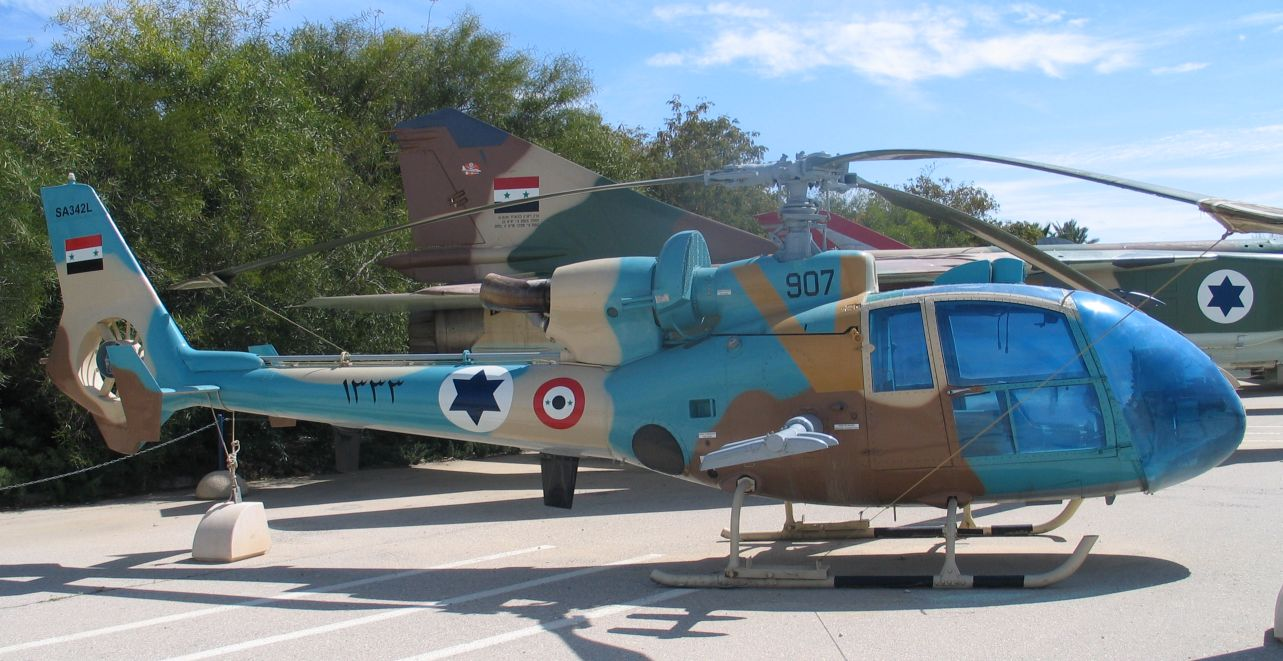
Gazelle SA-341L catturato ai siriani dagli israeliani ed esposto al museo della Heyl Ha'Avir di Hatzerim, presso Be'er Sheva con entrambe le coccarde

 Siria
I Gazelle siriani furono impiegati durante la guerra del Libano del 1982. Ebbero successo contro le forze corazzate israeliane, soffrendo di perdite medie. Al termine del conflitto il bilancio fu di sei elicotteri persi a fronte di 200 sortite con 100 blindati, più altri veicoli israeliani distrutti.
 Regno Unito
Il Gazelle fu impiegato in combattimento nella guerra delle Falkland, in Kuwait, Iraq e Kosovo e con l'8 Flight Army Air Corps in supporto del SAS. È stato usato anche per pattugliamenti nell'Irlanda del Nord. I Gazelle britannici sono stati armati solo in occasione del loro impiego nelle Falkland, quando furono dotati di mitragliatrici e pod per i razzi, ma non furono effettivamente utilizzati con queste armi in combattimento.
 Jugoslavia
I SA 341/342 Gazelle GAMA (versione iugoslava) furono utilizzati dalla aeronautica militare della Repubblica Srpska e dalla forza aerea della milizia della Repubblica Serba di Krajina nel corso delle guerre civili iugoslave che si svolsero tra il 1991 e il 1995, oltre che dalla RV i PVO VJ iugoslava nel corso della guerra del Kosovo.
 Libano
La Al-Quwwat al-Jawwiyya al-Lubnaniyya ha impiegato i Gazelle contro la formazione Fath al-Islam legata ad Al Qaeda, durante l'assedio a Nahr el-Bared del 2007.
 Irlanda
L'Irish Air Corps utilizzò due elicotteri Gazelle come elicotteri scuola.

## Versioni

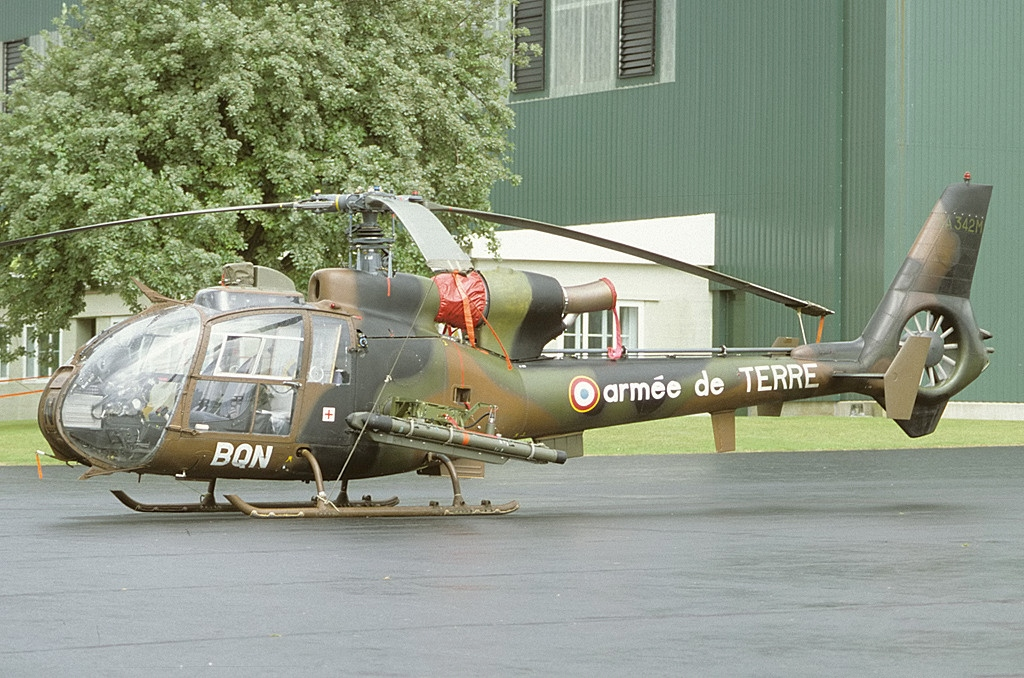
Un SA-342M Gazelle

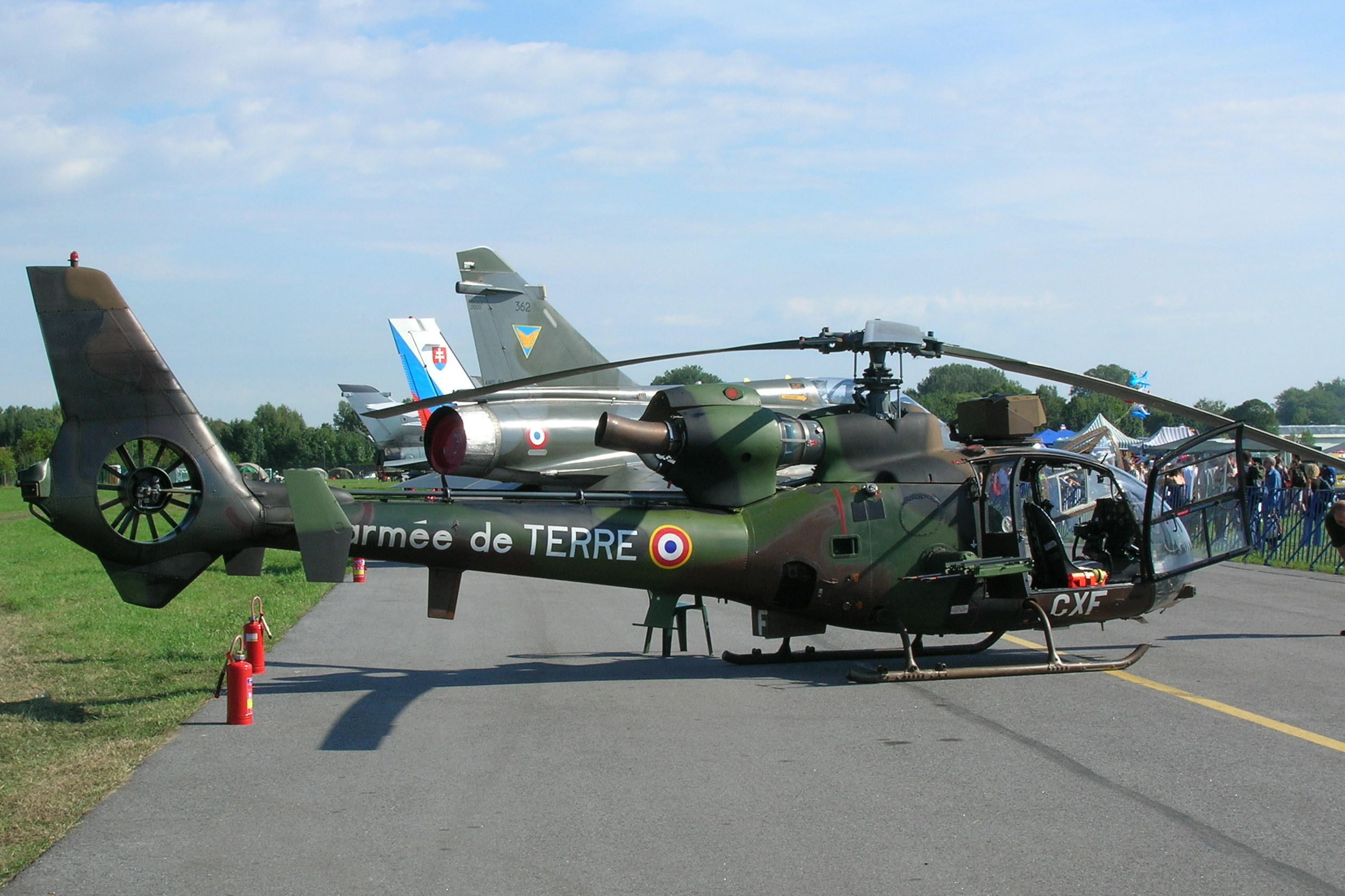
Gazelle Viviane dell'Esercito francese (Armée de Terre) al Radom Air Show del 2005

SA 340
Primo prototipo. Privo del Fenestron e con motore e trasmissione dell'Alouette.
SA 341
Quattro esemplari di pre-produzione. Primo volo il 2 agosto 1968. Il terzo fu realizzato secondo le specifiche del British Army. Assemblato in Francia, rappresentò il prototipo del successivo Gazelle AH.1. Primo volo il 28 aprile 1970.
SA 341.1001
Primo esemplare di produzione per la fornitura all'esercito francese. Destinato a una campagna di prove di volo a partire dal 6 agosto 1971. Rispetto ai primi prototipi, aveva una cabina più lunga, una coda più grande e un motore Turbomeca Astazou IIIA potenziato.

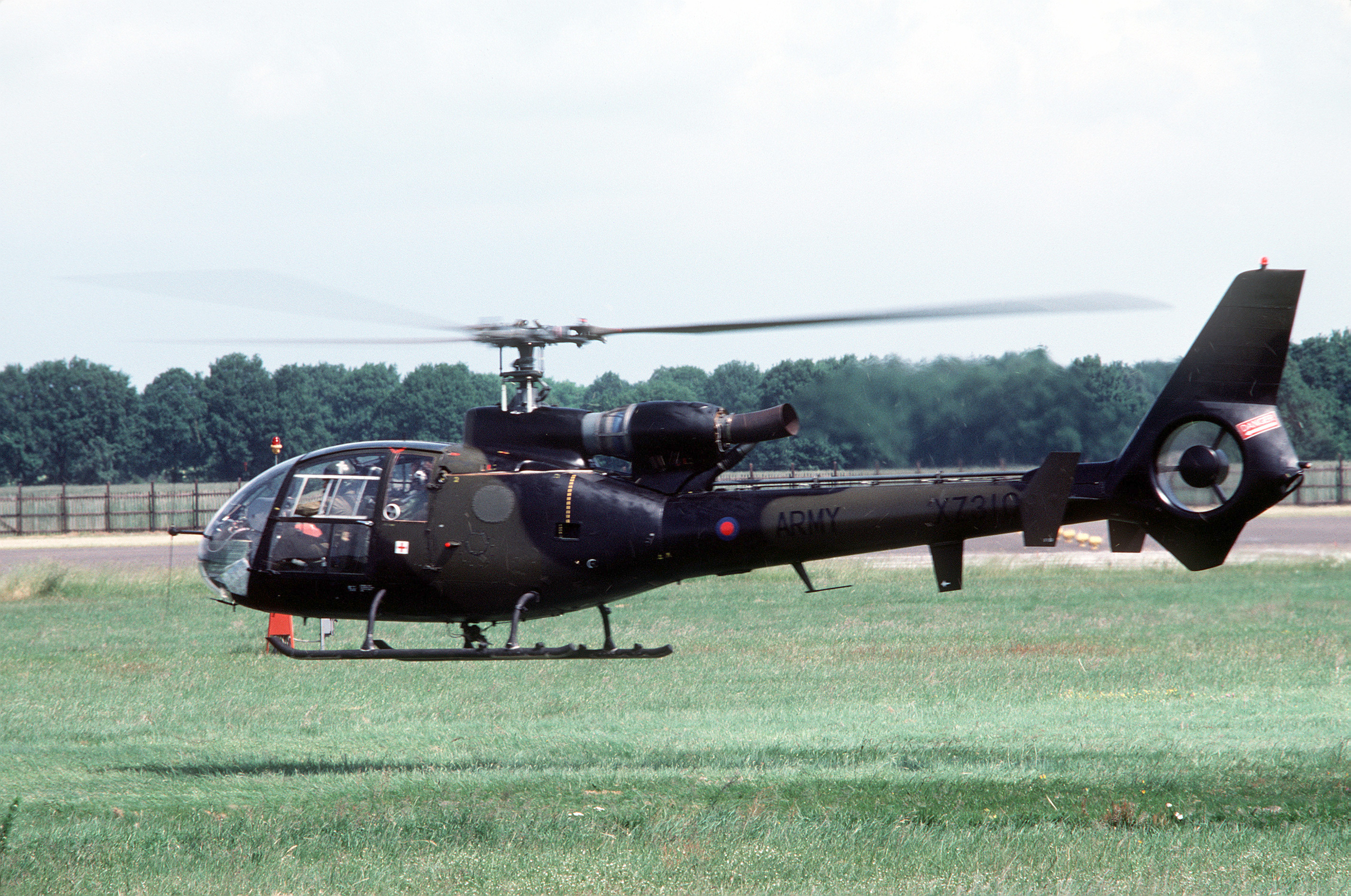
Un Westland Gazelle AH1 del British Army nel 1983

SA 341B (Westland Gazelle AH.1)
Versione costruita per il British Army e assemblata dalla Westland. Era equipaggiata con il motore Astazou IIIN, faro di ricerca e radar Decca Doppler 80. Effettuò il primo volo il 31 gennaio 1972. Questa versione entrò in servizio il 6 luglio 1974 e ne vennero prodotti 158 esemplari.
SA 341C (Westland Gazelle HT.2)
Versione da addestramento costruita per la British Fleet Air Arm. Dotata di motore Astazou IIIN, sistema di stabilizzazione e verricello di recupero. Primo volo il 6 luglio 1972, ed entrata in servizio il 10 dicembre 1974. Trenta esemplari prodotti.
SA 341D (Westland Gazelle HT.3)
Versione da addestramento costruita per la Royal Air Force, dotata dello stesso motore e sistema di stabilizzazione del 341C. Prima consegna il 16 luglio 1973 e produzione totale di quattordici esemplari.
SA 341E (Westland Gazelle HCC.4)
Elicottero di collegamento e trasporto personalità, costruito in un unico esemplare per la Royal Air Force.
SA 341F
Versione costruita per l'esercito francese ed equipaggiata con il motore Astazou IIIC da 590 shp. Venne realizzata in 166 esemplari.
SA 341 F2
Variante potenziata dell'"F" con motore Astazou IIIC2 e modifiche al Fenestron, alla deriva e al rotore principale. Il peso massimo al decollo fu aumentato fino a 1 900 kg.
Impiegato dall'aviazione leggera dell'esercito francese in tre varianti: due non armate utilizzate per collegamento, trasporti personalità e addestramento, più una terza armata con il cannone M621 da 20 mm installato sulla destra. Quest'ultima variante armata ha solo due posti a sedere, in quanto la parte posteriore è occupata dai 240 colpi a disposizione per l'arma.
Gazelle Celtic
Variante ottenuta per modifica di alcuni Gazelle in occasione della guerra del golfo mirata a realizzare elicotteri anti-aerei, armati con i missili Mistral. Questa variante è anticipatrice della successiva "Gazelle Mistral" realizzata in seguito a partire da una versione base successiva.
SA 341G

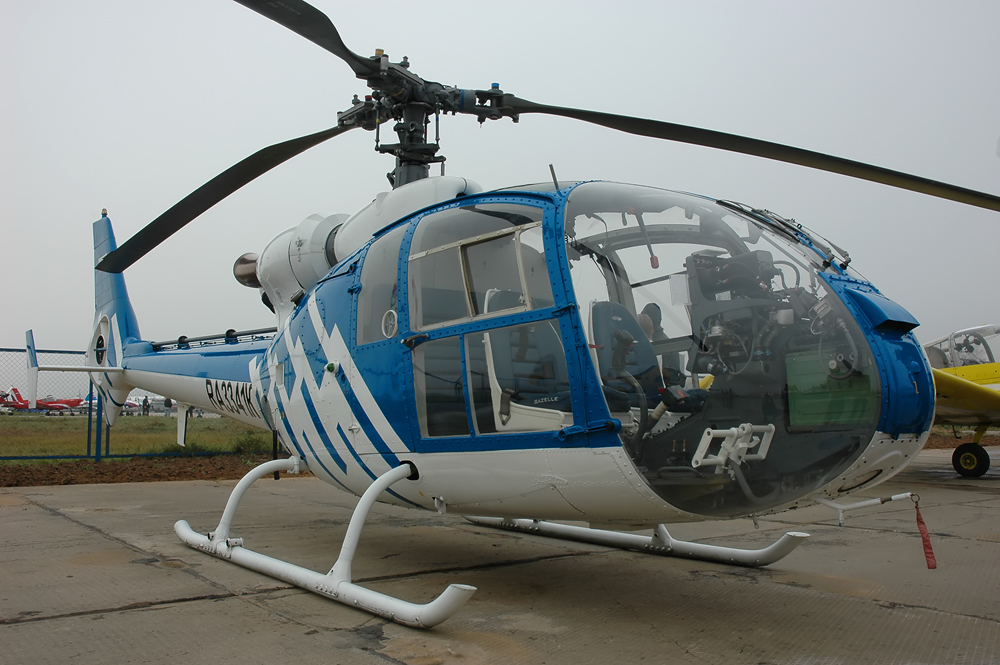
Aerospatiale SA 341G Gazelle

Versione civile dell'SA 341F con motore Astazou IIIA da 590 shp e certificata ufficialmente il 7 giugno 1972. È stato il primo elicottero a ottenere l'approvazione negli Stati Uniti per operare in IFR Cat 1 in configurazione singolo pilota. Vennero realizzati alcuni esemplari allungati, "Stretched Gazelle" o "Rallongée", con la cabina modificata per fornire ulteriori 20 cm di spazio per maggior comfort delle gambe dei passeggeri posteriori.
SA 341H
Versione militare per l'esportazione con motore Astazou IIIB costruita su licenza dalla SOKO in Iugoslavia. L'accordo fu firmato il 1º ottobre 1971.
SOKO HO-42
Versione costruita in Iugoslavia dell'SA 341H.
SOKO HI-42 Hera
Versione da ricognizione dell'SA 341H.
SOKO HN-42M Gama
Versione d'attacco dell'SA 341H.
SOKO HS-42
Versione eliambulanza dell'SA 341H.
SA 342J
Versione civile dell'SA 342L equipaggiata con il motore più potente da 649 kW (870 shp) Astazou XIV H e un Fenestron migliorato che consentiva un aumento del peso massimo al decollo. La versione fu certificata il 24 aprile 1976 ed entrò in servizio nel 1977.
SA 342K
Versione militare per l'esportazione ottimizzata per i climi caldi. Fondamentalmente basata sul progetto dell'SA 341 al quale è stato sostituito il motore con l'Astazou XIV H e aggiunte protezioni sulle prese d'aria. Primo volo l'11 maggio 1973; Inizialmente venduta al Kuwait.
SA 342L
Versione militare equivalente all'SA 342J e quindi equipaggiata con il motore Astazou XIV. Fabbricata su licenza dalla iugoslava Soko e dalla anglo-egiziana Arab British Helicopter Company (ABHCo). Questi elicotteri erano in grado di impiegare molti sistemi d'arma ed equipaggiamenti, inclusi sei missili anticarro Euromissile HOT.
SOKO HN-45M Gama 2
Versione da attacco costruita in Iugoslavia dell'SA 342L.
SA 342L1
Versione per l'esercito francese, fondamentalmente costituita da SA 342M con avionica modificata e compatibile con i sistemi di visione notturna.
Gazelle Mistral
Modifica di alcuni SA 342L1 per trasformarli in variante antiaerea armata con i nuovi missili Mistral a guida termica, versione a corto raggio "Air-Air Très Courte Portée" (AATCP). Peso al decollo compreso tra 1 900 kg e 2 100 kg.
SA 342M
Versione controcarro per l'esercito francese, dotata del motore Astazou XIV M e armata con quattro missili anticarro Euromissile HOT con un sistema di mira stabilizzato SFIM APX M397. Dopo il 2000, a seguito della radiazione progressiva degli SA 341F2 e la riduzione del totale della flotta, alcuni SA 342M sono stati disarmati per rimpiazzare gli elicotteri dismessi per i compiti di collegamento e trasporto di personalità.
Gazelle Viviane
SA 342M HOT modificati per ricevere il nuovo sistema Viviane di visione e puntamento che riunisce in un unico apparato una telecamera termica, una ottica e un laser per l'osservazione e il puntamento in ogni condizione di visibilità. Questo sistema, più pesante dell'equipaggiamento precedente, è stato comunque installato nella stessa posizione, sul tetto della cabina dal lato dell'operatore di sistemi e ha richiesto l'irrobustimento della struttura e la sostituzione delle pale del rotore principale con quelle dell'AS 350 Écureuil, per aumentare le prestazioni tra cui il peso massimo al decollo.
SA 342M1
SA 342M modificato per migliorare le prestazioni con l'adozione delle pale per rotore principale derivate dall'Écureuil.

## Utilizzatori

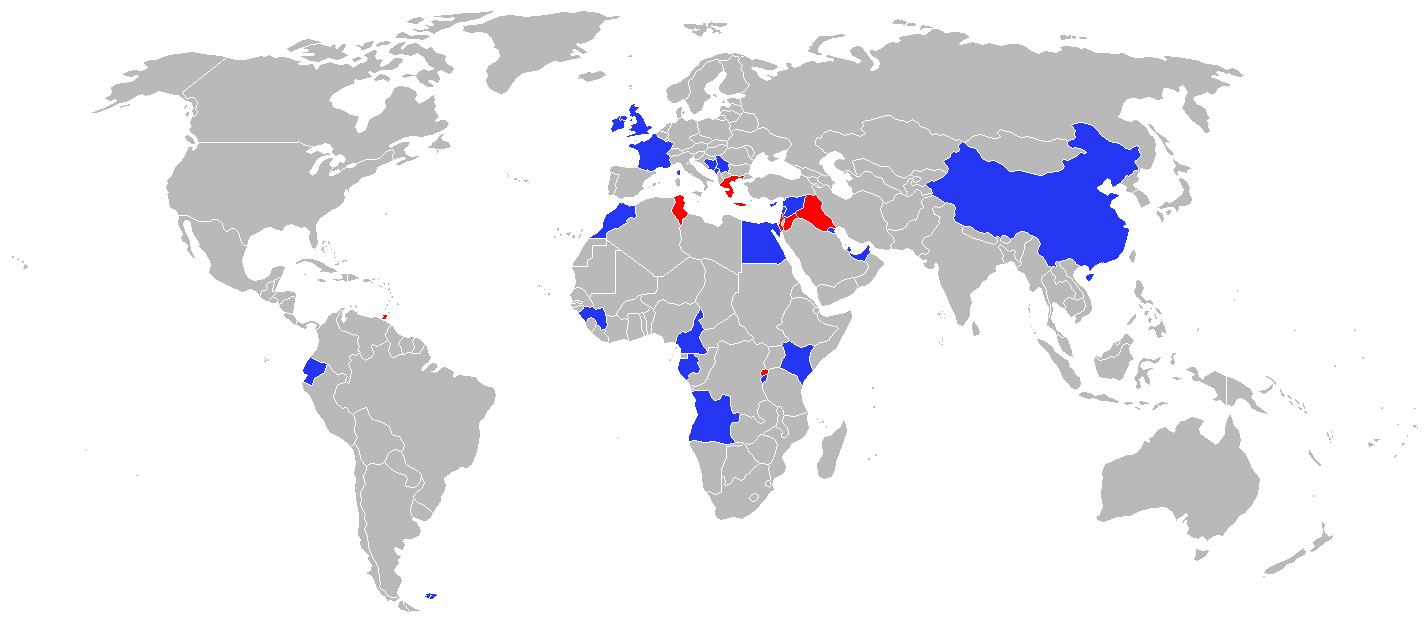
Operatori del Gazelle:
operatori attuali
operatori del passato

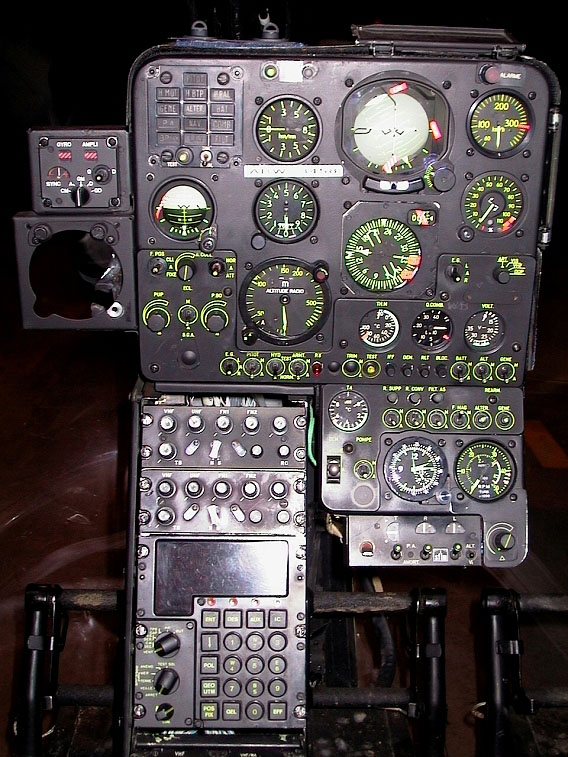
Pannello strumenti del Gazelle

operatori attuali
     operatori del passato

### Militari
Angola
- Força Aérea Nacional Angolana

8 SA 341 in servizio ad agosto 2015.
 Bosnia ed Erzegovina
- Ratno zrakoplovstvo i protivzračna Odbrana Bosne i Hercegovine

1 HO-42 Gazelle, 3 HO-45 Gazelle e 3 HN-45M Gama II operativi a febbraio 2017.
 Burundi
- Armée Nationale du Burundi

6 SA-342L consegnati e tutti in servizio all'agosto 2017.
 Camerun
- Armée de l'Air du Cameroun

4 SA-342L consegnati e tutti in servizio all'ottobre 2017.
 Cina
 Cipro
- Kypriaki Stratiotiki Aeroporia

6 SA 341L1 ordinati nel 1987, consegnati nel 1988 e armati di missili controcarro HOT-2.
 Ecuador
- Ejército Ecuatoriano

40 SA 342L consegnati a partire dal 1980. Gli ultimi quattro esemplari in organico sono stati ritirati dal servizio il 20 gennaio 2025. 
 Egitto
- Al-Quwwat al-Jawwiya al-Misriyya

108 SA 342K consegnati, 89 in servizio al giugno 2019.
 Francia
- Armée de terre
  - Aviation légère de l'armée de terre

circa 230 elicotteri
Le 1er régiment d'hélicoptères de combat (1er RHC) di Phalsbourg
Le 3e régiment d'hélicoptères de combat (3e RHC) di Étain
Le 5e régiment d'hélicoptères de combat (5e RHC) di Pau
Le 4e régiment d'hélicoptères des forces spéciales (4e RHFS) di Pau
L'école de l'aviation légère de l'armée de Terre (EALAT) di Dax e di Le Cannet des Maures
 Gabon
- Armée de l'air gabonaise

2 SA 342L e 3 SA 342M consegnati, 2 SA 342L e 1 SA 342M in servizio al maggio 2020.
 Guinea
- Force Aérienne de Guinée

Un elicottero.
 Iraq
- Al-Quwwat al-Jawwiyya al-'Iraqiyya

6 SA 342 consegnati.
 Giordania
 Kenya
- Kenya Air Force

2 SA-342 radiati.
 Kuwait
- Al-Quwwat al-Jawwiyya al-Kuwaytiyya

24 SA 342K consegnati.
 Libano
- Al-Quwwat al-Jawwiyya al-Lubnaniyya

17 tra SA 342K e SA 342L consegnati nel 2009.
 Malawi
- Malawi Army Air Wing

4 SA 341B consegnati.
 Marocco
- Forces royales air

23 SA 332L consegnati.
 Montenegro
- Vazdušne snage Crne Gore

13 tra HI-42 Hera (SA 341H su licenza) per missioni utility e HN-45 Gama anticarro ex-jugoslavi ricevuti nel 2006. Sei esemplari in servizio al novembre 2019.
 Mozambico
- Força Aérea de Moçambique

2 Gazelle AH1 (SA 341B) ex Army Air Corps britannico consegnati a febbraio 2021, dopo un aggiornamento dal Paramount Group.
 Niger
- Armée de l'air du Niger

3 SA 342M ex francesi ricevuti nel marzo del 2013. Ulteriori 2 esemplari ex ALAT ricevuti il 16 novembre 2022.
 Qatar
- Qatar Emiri Air Force

14 SA 342G/L Gazelle, armati di missili anticarro HOT, ricevuti dal 1983. 2 SA 342 sono stati ceduti alla Force Aérienne Rwandaise e consegnati il 4 marzo 2022.
 Ruanda
Ricevuti a partire dalla fine degli anni ottanta, 2 in servizio (un terzo utilizzato come fonte per parti di ricambio) al marzo 2022. 2 ulteriori SA 342 sono stati ricevuti Qatar Emiri Air Force e consegnati il 4 marzo 2022.
 Senegal
 Slovenia
- Vojaško Letalstvo in Zracna Obramba Slovenske Vojske

 Serbia
- Ratno Vazduhoplovstvo i PVO Vojske Srbije

61 elicotteri.
- - 252. Gruppo misto
  - 138. Gruppo misto da trasporto
  - 714. Gruppo elicotteri contro carro
  - 119. Gruppo combinato con elicotteri

 Siria
- Al-Quwwat al-Jawwiyya al-'Arabiyya al-Suriyya

Trentotto elicotteri.
 Trinidad e Tobago
 Tunisia
 Emirati Arabi Uniti
- United Arab Emirates Air Force

Un elicottero.
 Regno Unito
- British Army

22 Gazelle AH1 in servizio all'aprile 2018.
- - Due Regiment AAC (Trg), 671 Sqn
  - Cinque Regiment AAC (NI), 665 Sqn
  - Sette Regiment AAC (V), 658 Sqn, 666 Sqn, 3 Flight, 6 Flight
  - Canada, 29 (BATUS) Flight
  - Germania, 12 Flight

### Forze di polizia
Bosnia ed Erzegovina
- Polizia della Republika Srpska: sei elicotteri ceduti dalla Ratno Vazduhoplovstvo i PVO VRS[42].

 Montenegro
- Polizia del Montenegro: tre elicotteri[28].

 Serbia
- Polizia della Serbia: dieci elicotteri[28].

### Operatori militari del passato
Irlanda
- Aer Chór na hÉireann - Due elicotteri in dotazione dal 1979 al 2005.

 Republika Srpska
- La Ratno Vazduhoplovstvo i PVO VRS impiegava circa venti elicotteri di cui sei ceduti alla polizia
  - 728. Gruppo Elicotteri misto
  - 89. Gruppo Elicotteri misto

 Regno Unito
- Royal Air Force - trentadue elicotteri[43]
- Royal Marines
- Royal Navy

 Serbia e Montenegro
- RV i PVO VJ
  - 890. Gruppo Elicotteri misto Pegazi
  - 897. Gruppo Elicotteri misto Stršljeni
  - 712. Gruppo Elicotteri Anticarro Škorpioni
  - 714. Gruppo Elicotteri AnticarroSenke

 Jugoslavia
- RV i PVO aveva in dotazione 207 elicotteri circa, in seguito ceduti agli Stati formati dopo le scissioni
  - 890. Gruppo Elicotteri Trasporto
  - 782. Gruppo Elicotteri
  - 782. Gruppo Elicotteri
  - 783. Gruppo Elicotteri
  - 712. Gruppo Elicotteri Anticarro
  - 714. Gruppo Elicotteri Anticarro
  - 333. Gruppo Aviazione
  - 711. Gruppo Elicotteri Anticarro
  - 713. Gruppo Elicotteri Anticarro
  - EIV della 1ª regione dell'Esercito
  - EIV della 2ª regione dell'Esercito
  - EIV della 3ª regione dell'Esercito
  - EIV della regione della Marina

## Il Gazelle nella cinematografia
- Un Gazelle modificato per simulare un elicottero d'attacco avveniristico fu il protagonista di un thriller di azione del 1983 dal titolo Tuono Blu (Blue Thunder). Al film seguì una serie TV dallo stesso titolo, che però ebbe breve durata. Il film, diretto da John Badham, aveva come protagonista Roy Scheider nel ruolo di un pilota di elicotteri della polizia. Per ragioni di scena, il Gazelle scelto per il film fu profondamente modificato nella parte anteriore per dare all'elicottero l'aspetto di un modello d'attacco futuristico, comunque ispirato al muso dell'AH-64 Apache. Il risultato fu un modello con i piloti disposti in tandem ed equipaggiato con evoluti schermi di presentazione e una mitragliatrice a canne rotanti. Quest'ultima, per via del peso, causava all'elicottero utilizzato effettivamente per le riprese un grosso spostamento del centro di gravità. Per equilibrare il carico, fu quindi necessario installare un contrappeso in coda, che sommato al peggioramento dell'aerodinamica, provocò nella realtà una vistosa diminuzione delle prestazioni reali del Gazelle. Fu quindi necessario ricorrere, in sede di montaggio del film, a effetti speciali per ridare all'elicottero una velocità apparente sufficiente per mantenere spettacolari le sequenze: nel finale del film è presente una scena in cui il protagonista esegue con il prototipo un giro della morte, ma la scena fu girata con un modellino radiocomandato.
- Il Gazelle è stato utilizzato anche in altri film, in genere di guerra, nei quali ha ricoperto il ruolo di elicottero "nemico" del protagonista, anche a causa della sagoma non consueta per il pubblico statunitense. Un esempio è dato dal film Rambo III con Sylvester Stallone, nel quale il Gazelle viene utilizzato come elicottero leggero d'attacco sovietico.
- Nel 1995 un Gazelle totalmente dipinto di nero e dotato di una mitragliatrice M-60 fu usato nella scena finale del film Die Hard - Duri a morire.
- Nel film del 2007 dal titolo 28 settimane dopo è possibile vedere un Gazelle britannico.
- Nel film L'uomo nel mirino (The Gauntlet) Clint Eastwood fugge da un Gazelle a bordo di una motocicletta sequestrata ad alcuni motociclisti.